# الاستهلاك المنزلي للطاقة
الاستهلاك المنزلي للطاقة (بالإنجليزية: Domestic energy consumption) هو كمية الطاقة المستخدمة في المنزل . و حيث يوخذ استهلاك منزل في المناطق المناخية المعتدلة كمثال  فيقدر استهلاكه بنحو 20.000  كيلوواط ساعة في السنة . و الأرقام المبينة في الجدول التالي تنتسب إلى بيت متوسط في منطقة معتدلة الطقس ، وهي بالتفصيل:

## استهلاك المنزل للطاقة في المتوسط
| \| متوسط استهلاك الطاقة في المنزل \| متوسط استهلاك الطاقة في المنزل \| متوسط استهلاك الطاقة في المنزل \| متوسط استهلاك الطاقة في المنزل \| متوسط استهلاك الطاقة في المنزل \| \| ------------------------------ \| ------------------------------ \| ------------------------------ \| --------------------------------- \| --------------------------------- \| \| \| \| \| \| \| \| التدفئة \| التدفئة \| \| 12000 كيلوواط.ساعة/سنة (1400 واط) \| 12000 كيلوواط.ساعة/سنة (1400 واط) \| \| تسخين الماء \| تسخين الماء \| \| 3000 كيلوواط ساعة /سنة(340 واط) \| 3000 كيلوواط ساعة /سنة(340 واط) \| \| تكييف الهواء \| تكييف الهواء \| \| 1200 كيلوواط ساعة /سنة (140 واط) \| 1200 كيلوواط ساعة /سنة (140 واط) \| \| الإضاءة \| الإضاءة \| \| 1200 كيلوواط ساعة /سنة (140 واط) \| 1200 كيلوواط ساعة /سنة (140 واط) \| \| الغسل والتجفيف \| الغسل والتجفيف \| \| 1000 كيلوواط ساعة/سنة (110 واط) \| 1000 كيلوواط ساعة/سنة (110 واط) \| \| الطبخ \| الطبخ \| \| 1000 كيلوواط ساعة/سنة (110 واط) \| 1000 كيلوواط ساعة/سنة (110 واط) \| \| استخدامات أخرى كهربائية \| استخدامات أخرى كهربائية \| \| 600 كيلوواط ساعة /سنة (70 واط) \| 600 كيلوواط ساعة /سنة (70 واط) \| |                         |  |                                   |                                   |
| متوسط استهلاك الطاقة في المنزل |                         |  |                                   |                                   |
| |                         |  |                                   |                                   |
| التدفئة | التدفئة                 |  | 12000 كيلوواط.ساعة/سنة (1400 واط) | 12000 كيلوواط.ساعة/سنة (1400 واط) |
| تسخين الماء | تسخين الماء             |  | 3000 كيلوواط ساعة /سنة(340 واط)   | 3000 كيلوواط ساعة /سنة(340 واط)   |
| تكييف الهواء | تكييف الهواء            |  | 1200 كيلوواط ساعة /سنة (140 واط)  | 1200 كيلوواط ساعة /سنة (140 واط)  |
| الإضاءة | الإضاءة                 |  | 1200 كيلوواط ساعة /سنة (140 واط)  | 1200 كيلوواط ساعة /سنة (140 واط)  |
| الغسل والتجفيف | الغسل والتجفيف          |  | 1000 كيلوواط ساعة/سنة (110 واط)   | 1000 كيلوواط ساعة/سنة (110 واط)   |
| الطبخ | الطبخ                   |  | 1000 كيلوواط ساعة/سنة (110 واط)   | 1000 كيلوواط ساعة/سنة (110 واط)   |
| استخدامات أخرى كهربائية | استخدامات أخرى كهربائية |  | 600 كيلوواط ساعة /سنة (70 واط)    | 600 كيلوواط ساعة /سنة (70 واط)    |

يعتبر هذا الإحصاء ممثلا لبلاد أوروبية معتدلة الطقس مثل إيطاليا وفرنسا. كما تتبين تلك الأرقام ، فتقل في بلاد أخرى مثل دول شمال أفريقيا واليونان والبرتغال ، وتقل في بلاد وسط أفريقيا ، وتزيد عن هذا المعدل  في بلدان الشمال  مثل السويد ، والنرويج.

## استهلاك الكلي للطاقة في البيوت في ألمانيا
| استهلاك الطاقة الكلي في المنازل في ألمانيا عام 2006 | استهلاك الطاقة الكلي في المنازل في ألمانيا عام 2006 | استهلاك الطاقة الكلي في المنازل في ألمانيا عام 2006 |
| نوع المصدر                                          | كمية الطاقة 1015</>جول                              | النسبة %                                            |
| --------------------------------------------------- | --------------------------------------------------- | --------------------------------------------------- |
| فحم حجري                                            | 17                                                  | 0,7                                                 |
| قوالب فحم                                           | 20                                                  | 0,8                                                 |
| وقود صلب آخر                                        | 205                                                 | 7,9                                                 |
| زيت تسخين                                           | 727                                                 | 25,0                                                |
| منتجات نفط أخرى                                     | 2                                                   | 0,1                                                 |
| غاز طبيعي                                           | 987                                                 | 37,9                                                |
| تيار كهربائي                                        | 509                                                 | 19,6                                                |
| شبكة مياه ساخن                                      | 130                                                 | 5,0                                                 |
| المجموع                                             | 2601                                                | 100                                                 |

## الإستهلاك الكلي للطاقة ألمانيا
تستخدم الطاقة في الاستهلاك المنزلي ن وفي الصناعة وفي المواصلات وغيرها ، ويبلغ توزيع  الطاقة المستهلكة في جميع تلك المرافق  ألمانيا عام 2007  كالآتي:
- الاستهلاك المنزلي الكلي : 2600 بيتا جول

- الاستهلاك في الصناعة : 2600 بيتا جول،

- الاستهلاك التجاري والخدمات : 1700 بيتا جول

- استهلاك المواصلات : 2500 بيتا جول.

1 بيتا جول تعادل 1015</>جول

## تحويلات الطاقة
- الواط = 1 جول/الثانية
- الكيلو واط . ساعة = 3600 كيلو جول
- الواط = 0.0013404 حصان
- الكيلو واط = 1.3404 حصان

## اقرأ أيضا
- شبكة توزيع الكهرباء
- مصادر الطاقة والاستهلاك العالمي
- عازل حرارة
- غاز حجر الأردواز
- نظام الريادة في تصميمات الطاقة والبيئة
- عمارة بيئية
- طاقة إسموزية